# Ortodoxa romersk-katolska rörelsen
Ortodoxa romersk-katolska rörelsen (engelska: Orthodox Roman Catholic Movement, förkortat ORCM) är en traditionell romersk-katolsk rörelse av präster i USA. Rörelsen grundades av Robert McKenna och Francis E. Fenton.

## Utbredning
Under hösten 1975 hade ORCM elva präster vid namn Paul Marceau, Charles P. Donohue, Leo M. Carley, Daniel E. Jones, Placid White, Joseph Gorecki, med mera och gudstjänster hölls i Kalifornien, Colorado, Florida, New Jersey och New York.